# Santa Àgata del Coll
Santa Àgata del Coll o Santa Àgata de Montnegre és una capella ubicada a prop de la carretera de La Bisbal a Cassà, al terme de Cruïlles, del municipi de Cruïlles, Monells i Sant Sadurní de l'Heura. És situada al cantó de la casa que havia estat rectoria de la parròquia del mateix nom, que a principis del segle XVI va esdevenir sufragània de l'església de Santa Pellaia.
Aquesta capella ja existia al segle XIII, i era el centre del poble del mateix nom, Santa Àgata del Coll. Actualment és una capella de construcció més moderna, i el territori que havia format part d'aquesta parròquia medieval és pràcticament deshabitat.